# Keratella mixta
Keratella mixta is een raderdiertjessoort uit de familie Brachionidae. De wetenschappelijke naam van deze soort is voor het eerst geldig gepubliceerd in 1924 door Oparina-Charitonova.